# 国見台 (八幡平)
国見台（くにみだい）は、秋田県鹿角市と仙北市との境界にある山。秋田焼山火山の一部である。

## 概要
標高1,322m。十和田八幡平国立公園（八幡平地区）に位置している。
山の名にある「国見」とは、鹿角市方向を眺めることから呼ばれたものとされている。
国見台から西へ伸びる稜線上には栂森と秋田焼山とがあり、これらの山々は主としてハイマツに覆われている。
登山の場合はこれら三つの山々を縦走することとなる。登山口は後生掛温泉口と玉川温泉口とがある。なお、近くには叫沢（さけびざわ）という有毒ガス（一酸化炭素混じりの亜硫酸ガス）が発生する危険個所がある。

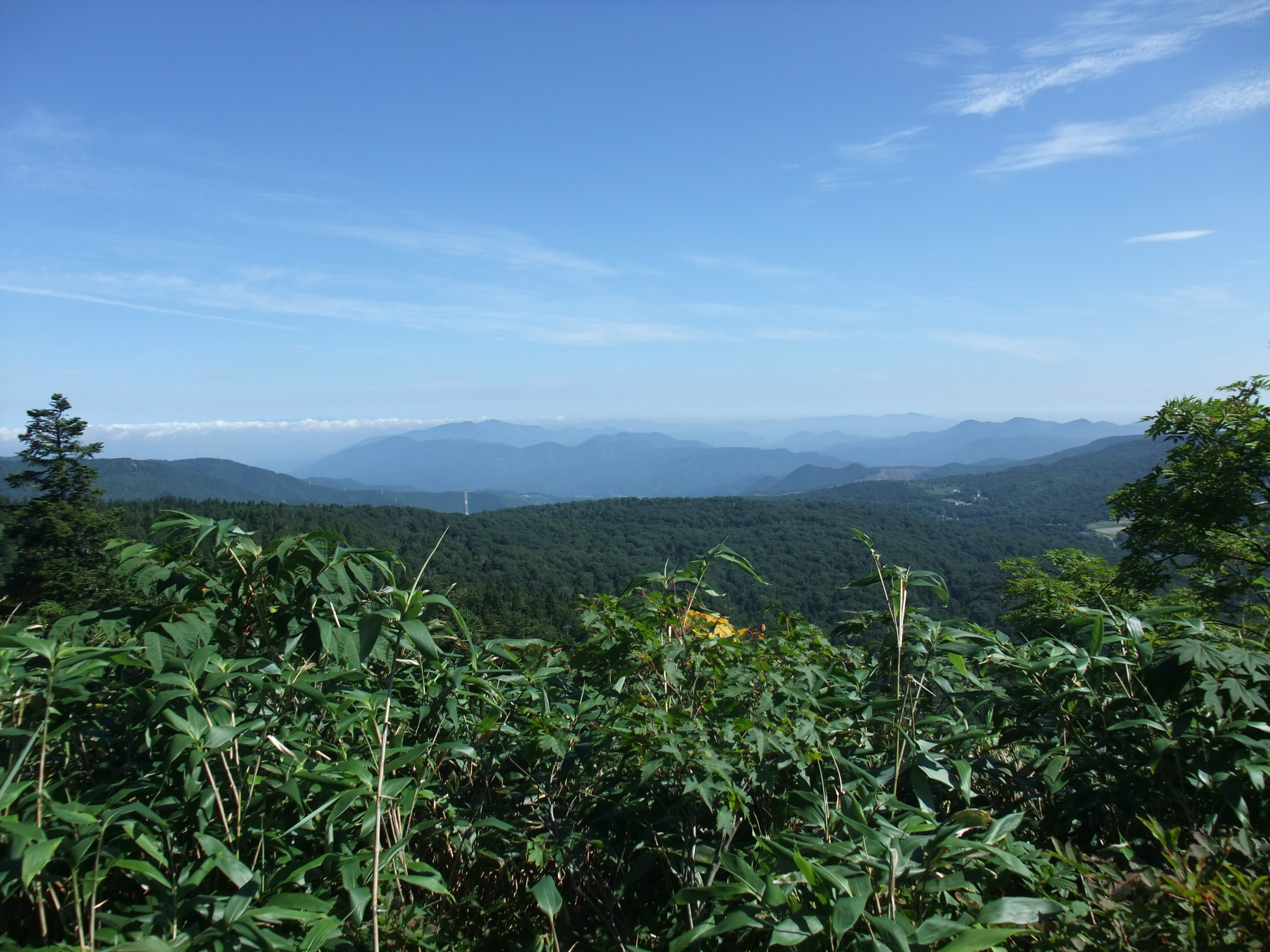
国見台からの眺め。中央やや左は五の宮岳

## 近くの山
- 栂森
- 秋田焼山